# 亨利·比松
亨利·比松（法語：Henri Buisson；1873年7月15日—1944年1月6日），是一位法国物理学家。
亨利·比松出生于巴黎，于1901年在巴黎高等师范学校获得博士学位。1914年至1943年成为艾克斯-马赛大学教授，是法兰西学会通信委员。
1913年，比松和查尔斯·法布里（Charles Fabry）通过紫外线光谱测量发现了臭氧层。
1944年1月6日，他在马赛去世。

## 参阅资料
1. ↑   (PDF).   [2013-08-08]. （原始内容 (PDF)存档于2014-08-22）.